# Copa de Italia de Ciclismo 2016
La 10.ª edición de la Copa de Italia de Ciclismo de 2016 fue una serie de carreras de ciclismo en ruta que se realizó en Italia. Comenzó el 7 de febrero con el Gran Premio Costa de los Etruscos y finalizó el 29 de septiembre con la Giro del Piemonte.
Forman parte de la clasificación todos los ciclistas profesionales que forman parte del UCI WorldTeam, Profesional Continental y Continental sin límite de nacionalidad estableciendo un sistema de puntuación en función de la posición conseguida en cada competición y a partir de ahí se crea la clasificación.
La Copa constaba de 20 carreras italianas de un día en las categorías 1.HC y 1.1 del UCI Europe Tour, excepto las que declinan estar en esta competición.

## Sistema de puntos
En cada carrera, los primeros 20 corredores ganan puntos y el corredor con la mayor cantidad de puntos en general es considerado el ganador de la Copa de Italia. Se llevan a cabo clasificaciones separadas para los mejores jóvenes (sub-23) y el mejor equipo. La clasificación para los mejores jóvenes aplica para corredores sub-23 y aplica el mismo baremo de puntos de la clasificación individual.

### Clasificación individual
| Posición | 1   | 2  | 3  | 4  | 5  | 6  | 7  | 8  | 9  | 10 | 11 | 12 | 13 | 14 | 15 | 16 | 17 | 18 | 19 | 20 |
| Puntos   | 100 | 80 | 70 | 60 | 51 | 45 | 39 | 32 | 28 | 24 | 20 | 18 | 16 | 14 | 12 | 10 | 8  | 6  | 4  | 2  |

| Posición | 1  | 2  | 3  | 4  | 5  | 6  | 7  | 8  | 9  | 10 | 11 | 12 | 13 | 14 | 15 | 16 | 17 | 18 | 19 | 20 |
| Puntos   | 70 | 56 | 49 | 42 | 36 | 31 | 27 | 22 | 20 | 17 | 14 | 13 | 11 | 10 | 8  | 7  | 6  | 4  | 3  | 2  |

| Posición | 1  | 2  | 3  | 4  | 5  | 6  | 7  | 8  | 9  | 10 | 11 | 12 | 13 | 14 | 15 | 16 | 17 | 18 | 19 | 20 |
| Puntos   | 60 | 50 | 44 | 38 | 32 | 28 | 24 | 20 | 18 | 15 | 8  | 8  | 8  | 8  | 8  | 2  | 2  | 2  | 1  | 1  |

| Posición | 1  | 2  | 3  | 4  | 5  | 6  | 7  | 8  | 9  | 10 | 11 | 12 | 13 | 14 | 15 | 16 | 17 | 18 | 19 | 20 |
| Puntos   | 40 | 32 | 28 | 24 | 21 | 18 | 15 | 13 | 11 | 10 | 5  | 5  | 5  | 5  | 5  | 1  | 1  | 1  | 1  | 1  |

### Clasificación por equipos
| Posición | 1   | 2  | 3  | 4  | 5  | 6  | 7  | 8  | 9  | 10 |
| Puntos   | 100 | 95 | 90 | 85 | 80 | 75 | 70 | 65 | 60 | 55 |

| Posición | 1  | 2  | 3  | 4  | 5  | 6  | 7  | 8  | 9  | 10 |
| Puntos   | 80 | 76 | 72 | 68 | 64 | 60 | 56 | 52 | 48 | 44 |

| Posición | 1  | 2  | 3  | 4  | 5  | 6  | 7  | 8  | 9  | 10 |
| Puntos   | 40 | 38 | 36 | 34 | 32 | 30 | 28 | 26 | 24 | 22 |

| Posición | 1  | 2  | 3  | 4  | 5  | 6  | 7  | 8  | 9  | 10 |
| Puntos   | 20 | 19 | 18 | 17 | 16 | 15 | 14 | 13 | 12 | 11 |

## Carreras puntuables
| Clasificación | Clasificación       | Clasificación                                    | Clasificación      | Clasificación                 | Clasificación                        | Clasificación                         |
| Pos.          | Fecha               | Carrera                                          | Ganador            | Equipo                        | Líder de la clasificación individual | Líder de la clasificación por equipos |
| ------------- | ------------------- | ------------------------------------------------ | ------------------ | ----------------------------- | ------------------------------------ | ------------------------------------- |
| 1.º           | 7 de febrero        | Gran Premio Costa de los Etruscos                | Grega Bole         | Nippo-Vini Fantini            | Grega Bole                           | Nippo-Vini Fantini                    |
| 2.º           | 14 de febrero       | Trofeo Laigueglia                                | Andrea Fedi        | Wilier Triestina-Selle Italia | Grega Bole                           | Nippo-Vini Fantini                    |
| 3.º           | 5 de marzo          | Strade Bianche                                   | Fabian Cancellara  | Trek-Segafredo                | Grega Bole                           | Nippo-Vini Fantini                    |
| 4.º           | 6 de marzo          | Gran Premio Industria y Artigianato-Larciano     | Simon Clarke       | Cannondale                    | Andrea Fedi                          | Southeast-Venezuela                   |
| 5.º           | 24-27 de marzo      | Settimana Coppi e Bartali                        | Sergey Firsanov    | Gazprom-RusVelo               | Andrea Fedi                          | Southeast-Venezuela                   |
| 6.º           | 17 de abril         | Giro de los Apeninos                             | Sergey Firsanov    | Gazprom-RusVelo               | Andrea Fedi                          | Southeast-Venezuela                   |
| 7.º           | 19-22 de abril      | Giro del Trentino                                | Mikel Landa        | Sky                           | Andrea Fedi                          | Southeast-Venezuela                   |
| 8.º           | 22 de junio         | Campeonato de Italia de Ciclismo en Contrarreloj | Manuel Quinziato   | BMC Racing                    | Andrea Fedi                          | Wilier Triestina-Southeast            |
| 9.º           | 26 de junio         | Campeonato de Italia de Ciclismo en Ruta         | Giacomo Nizzolo    | Trek-Segafredo                | Francesco Gavazzi                    | Wilier Triestina-Southeast            |
| 10.º          | 17 de julio         | Trofeo Matteotti                                 | Vincenzo Albanese  | Selección nacional de Italia  | Francesco Gavazzi                    | Wilier Triestina-Southeast            |
| 11.º          | 14 de septiembre    | Coppa Bernocchi                                  | Giacomo Nizzolo    | Selección nacional de Italia  | Francesco Gavazzi                    | Wilier Triestina-Southeast            |
| 12.º          | 15 de septiembre    | Coppa Agostoni                                   | Sonny Colbrelli    | Bardiani-CSF                  | Francesco Gavazzi                    | Wilier Triestina-Southeast            |
| 13.º          | 17 de septiembre    | Memorial Marco Pantani                           | Francesco Gavazzi  | Androni Giocattoli            | Francesco Gavazzi                    | Wilier Triestina-Southeast            |
| 14.º          | 20-21 de septiembre | Giro de Toscana                                  | Daniele Bennati    | Selección nacional de Italia  | Francesco Gavazzi                    | Wilier Triestina-Southeast            |
| 15.º          | 22 de septiembre    | Coppa Sabatini                                   | Sonny Colbrelli    | Bardiani-CSF                  | Francesco Gavazzi                    | Wilier Triestina-Southeast            |
| 16.º          | 24 de septiembre    | Giro de Emilia                                   | Esteban Chaves     | Orica-BikeExchange            | Francesco Gavazzi                    | Wilier Triestina-Southeast            |
| 17.º          | 25 de septiembre    | Gran Premio Bruno Beghelli                       | Nicola Ruffoni     | Bardiani-CSF                  | Francesco Gavazzi                    | Bardiani-CSF                          |
| 18.º          | 27 de septiembre    | Tres Valles Varesinos                            | Sonny Colbrelli    | Bardiani-CSF                  | Francesco Gavazzi                    | Bardiani-CSF                          |
| 19.º          | 28 de septiembre    | Milán-Turín                                      | Miguel Ángel López | Astana                        | Francesco Gavazzi                    | Bardiani-CSF                          |
| 20.º          | 29 de septiembre    | Giro del Piemonte                                | Giacomo Nizzolo    | Trek-Segafredo                | Sonny Colbrelli                      | Bardiani-CSF                          |

## Clasificaciones Finales

### Individual
| Posición | Ciclista          | Equipo                      | Puntos |
| -------- | ----------------- | --------------------------- | ------ |
| 1.º      | Sonny Colbrelli   | Bardiani-CSF                | 326    |
| 2.º      | Francesco Gavazzi | Androni Giocattoli-Sidermec | 267    |
| 3.º      | Diego Ulissi      | Lampre-Merida               | 214    |
| 4.º      | Matteo Busato     | Wilier Triestina-Southeast  | 157    |
| 5.º      | Giovanni Visconti | Movistar                    | 152    |

### Jóvenes
| Posición | Ciclista          | Equipo                       | Puntos |
| -------- | ----------------- | ---------------------------- | ------ |
| 1.º      | Gianni Moscon     | Sky                          | 65     |
| 2.º      | Vincenzo Albanese | Selección nacional de Italia | 40     |
| 3.º      | Simone Consonni   | Selección nacional de Italia | 37     |

### Equipos
| Posición | Equipo                      | Puntos |
| -------- | --------------------------- | ------ |
| 1.º      | Bardiani-CSF                | 765    |
| 2.º      | Wilier Triestina-Southeast  | 612    |
| 3.º      | Androni Giocattoli-Sidermec | 604    |
| 4.º      | Nippo-Vini Fantini          | 260    |
| 5.º      | Lampre-Merida               | 196    |